# Aeonium cuneatum
Aeonium cuneatum és una espècie de planta suculenta del gènere Aeonium, de la família de les Crassulaceae.

## Descripció
És una herbàcia perenne, suculenta, amb tija curta i no molt gruixuda, erecta, revestida d'una lleugera escorça de color marró grisenc. Sovint produeix al seu voltant tiges estoloníferes de fins a 25 cm de llarg.
Les fulles són suculentes s'agrupen en grans rosetes d'entre 15 a 50 cm de diàmetre, amb unes 5 a 13 fulles cadascuna, i normalment envoltada de rosetes laterals més petites que sorgeixen de les tiges estoloníferes. Les fulles són grans, de 10 a 25 cm de llarg i de 5 a 8 cm d'ample, rígides, glabres, de obovades a oblanceolades, mucronadas a l'àpex, finament ciliades a la vora i recobertes en la seva totalitat d'una finíssima capa de ceres que li confereixen un color verd blavós. Les fulles centrals solen créixer molt juntes i erectes, formant una espècie de copa més o menys estreta, que en època plujosa o en situacions de molta humitat conté una gran quantitat d'aigua.
A el cap de diversos anys la roseta mare produeix un gran tija floral de fins a 60 cm d'alt, densament frondosa i coronada per una gran inflorescència cònica de fins a 50 cm d'alt i 30 cm de diàmetre, plena de petites flors estrellades de color groc sofre. Cada flor té 8 o 9 sèpals triangulars, puberulents i d'uns 3 a 4 mm de llarg, igual quantitat de pètals oblanceolats d'uns 7 mm de llarg, glabres, acuminats en l'àpex i de color groc sofre, i doble nombre d'estams amb filaments glabres i anteres grogues.

## Distribució
Planta endèmica de Tenerife, a les Canàries. Espècie limitada als boscos humits dels antics massissos de Teno i Anaga, sent molt més freqüent en aquest últim. Creix en cingles, vessants i terraplens rics en matèria orgànica i ben regats per la pluja, a 500-800 m d'altitud. Abunda localment, formant en algunes ocasions denses i bellíssimes colònies. Amb bastant freqüència creix de forma epifítica sobre els troncs dels grans arbres de la laurisilva canària: llaurers (Laurus novocanariensis), 'viñátigos' (Persea indica), til·lers (Ocotea foetens), etc.
En alguns llocs conviu amb un altre Aeonium de mida i aparença semblant (Aeonium canariense), que es diferencia clarament d'aquesta espècie per la densa i suau pilositat que recobreix les seves fulles, a més d'altres característiques menys apreciables a simple vista.

## Taxonomia
Aeonium cuneatum Webb & Berthel. va ser descrita per Philip Barker Webb i Sabin Berthelot i publicada a Histoire Naturelle des Iles Canaries. Paris. 3(2:1): 197.1841.

## Usos
El seu ús ornamental és cada vegada més freqüent. El seu cultiu és molt fàcil i requereix poques cures, cal moderar el seu reg i abonament, perquè en cas contrari els exemplars adquireixen dimensions desproporcionades que redueixen el seu bell port original. Però aquesta pràctica no hauria establir-se fora de les seves àrees de distribució natural, per evitar indesitjables efectes d'hibridació amb altres espècies del seu ampli i diversificat gènere, a més de tenir una escrupolós respecte a les seves poblacions naturals.
El suc de les seves fulles s'empra per alleujar cremades i hematomes.